# 水口晴幸
水口 晴幸（みずぐち はるゆき、1952年10月19日 - ）は、日本で活動する歌手・俳優である。ロックンロールバンド「クールス（COOLS）」の初期ボーカリスト。ニックネームPitpi（ピッピ）。

## 来歴
三重県熊野市二木島町出身。血液型はB型。熊野工業高等専門学校を3年で中退。セールスマン、服装関係などの仕事を転々としたのち、1974年12月、舘ひろしらとともに東京・原宿においてバイクチーム「クールス（COOLS）」を結成。その後、キャロルの親衛隊を経て、チームのメンバーのうち8名でロックンロールバンドとしてデビュー。1979年12月脱退。以後ソロで活動。勝新太郎に見出され、俳優としても活動。代表曲「追憶」「笑わせるぜ」。「HAL with BAD EGGS」「Japanese Academic Punks with Tokyo Big Beat Junky」「水口晴幸 with ROLL OVERS」等で活動。

## 出演作品

### クールス
- 新幹線大爆破（1975年）
- 暴力教室（1976年）

### 個人
- 警視-K（1980年）
- ファントム（1983年）
- ちょうちん（1987年）
- ROUTE42（2013年）
- 悪い女はよく稼ぐ（2019年）

## ディスコグラフィ
アルバム
クールス
1975-1977 (COOLS)
- 黒のロックンロール
- ロックンロールエンジェルス
- 東京直撃〜COOLS LIVE〜
- Hello Good Bye

1977-1979 (COOLS ROCKABILLY CLUB)
- COOLS ROCKBILLY CLUB
- BE A GOOD BOY
- THE COOL
- DEAD HEAT HIBIYA
- NEW YORK CITY,N.Y.

1980〜 (solo)
水口晴幸
- BLACK or WHITE(山下達郎プロデュース)
- ...ing
- C'MON WHO'S NEXT
- TOKYO BOOGALOO
- STAY COOL
- STAY COOL-FINAL EDITION

DVD
2006
- ONE NIGHT ROCK'N ROLL SHOW

## 出演
- 『水口”PITPI”晴幸のKeep on ! Rollin'』[2]（FM新潟）

## 著書
- LEGENDARY GODFATHER 伝説のゴッドファーザー 勝新太郎語録（トランスワールドジャパン 2017年10月 ISBN 978-4862562159）